# Relation sommaire de l'histoire naturelle des Indes
 (décembre 2018).
Si vous disposez d'ouvrages ou d'articles de référence ou si vous connaissez des sites web de qualité traitant du thème abordé ici, merci de compléter l'article en donnant les références utiles à sa vérifiabilité et en les liant à la section « Notes et références ».
Le Sumario de la natural historia de las Indias (Relation sommaire de l'histoire naturelle des Indes) est un livre rédigé par Gonzalo Fernández de Oviedo, publié à Tolède, en Espagne, en 1526.

## LaRelation sommaire de l'histoire naturelle des Indes
La première publication de Gonzalo Fernández de Oviedo en relation avec l'histoire naturelle de l'Amérique fut la Relation sommaire de l'histoire naturelle des Indes, parue en 1526 à Tolède. Il s'agit d'un petit livre, dédié à Charles Quint, pour offrir un aperçu de son projet suivant, l'Histoire naturelle des Indes.

« Quand en 1526 parût à Tolède le Sumario de Historia Natural de Gonzalo Fernández de Oviedo y Valdés, la première Histoire Naturelle originale imprimée au monde, cela faisait déjà trente et un ans que sans cesse arrivaient en Espagne des navires provenant du Nouveau Monde. Pas moins de trente-cinq navires avaient parcouru la route de retour à la fin de l'année 1500, quand Christophe Colomb interrompit son troisième voyage. La quasi-totalité transportaient, comme échantillons ou comme provisions, des produits végétaux d'origine américaine. »

— «La flora americana en la España del siglo XVI.» Antonio M. Regueiro et González-Barros.

### Structure
Le livre se divise en 86 chapitres traitant principalement de la flore et de la faune américaines. Il est précédé d'une préface dédiée à Charles Quint, où sont mentionnés les thèmes traités. Le premier chapitre porte sur la navigation, les suivants sur différents aspects géographiques et sociaux de l'île d'Hispaniola, de Cuba et de Tierra Firme. La description de la faune terrestre commence au chapitre XI avec le jaguar. Les chapitres à compter du XXVIIe se focalisent sur les oiseaux. Du chapitre XLIX au chapitre LXI sont décrits les animaux plus petits, tels certains insectes, serpents, lézards et batraciens. Le chapitre LXII inaugure les descriptions de la flore et de ses différents fruits, jusqu'au chapitre LXXX. Les six dernières parties parlent de diverses curiosités, telles que l'exploitation minière et la pèche. Le livre se termine par une dernière dédicace au roi des Espagnes.

### Réception
La Relation sommaire a bénéficié d'un bon accueil tant par l'empereur et sa cour que par une partie des intellectuels espagnols. Cependant, il reçut de vives critiques de la part d'autres personnalités, comme Bartolomé de las Casas. Cette hostilité est due notamment au fait que les textes d'Oviedo furent utilisés par Ginés de Sepúlveda lors de la Controverse de Valladolid pour argumenter contre las Casas.
La Relation sommaire fut également bien accueillie dans d'autres royaumes européens. Elle fut traduite entre autres en anglais, français, latin et italien. Elle fut utilisée ultérieurement par naturalistes et hommes de science.